# یواس‌اس کالینت (ای‌او-۵۳)
یواس‌اس کالینت (ای‌او-۵۳) (به انگلیسی: USS Caliente (AO-53)) یک کشتی بود که طول آن ۵۵۳ فوت (۱۶۹ متر) بود. این کشتی در سال ۱۹۴۳ ساخته شد.